# 8678 Bäl
A 8678 Bal (ideiglenes jelöléssel 1992 ER6) a Naprendszer kisbolygóövében található aszteroida. Az UESAC program keretében fedezték fel 1992. március 1-jén.